# Larhat
Larhat là một đô thị thuộc tỉnh Tipaza, Algérie. Dân số thời điểm năm 2002 là 6.736 người.